# Eat You Up
〈Eat You Up〉은 대한민국 여자 가수 보아의 첫 번째 미국 발표 앨범《BoA》의 첫 싱글이다. 프로듀싱은 Henrik Jonback이 맡았다. 원래 2008년 10월 14일 온라인 전 세계 공개 예정이었으나, 연기되어 2008년 10월 21일 공개되었다. 미국 가수 플로라이더가 피처링을 비롯한 "Eat You Up" 리믹스 버전들도 공개되었다. "Eat You Up"은 10월 2일 보아의 마이스페이스를 통해 유출되기도 하였다. 공식적으로 처음 공개한 것은 일본 라디오 프로그램인 Tokyo-FM, JFN 38을 통해 2008년 10월 16일 공개되었다.

## 제작진
- 보컬 – 보아
- 작사/작곡 - Remee, Thomas Troelsen
- 프로듀스 – Henrik Jonback

## 수록곡
디지털 싱글
1. Eat You Up - 3:11

미국 프로모션 싱글
1. "Eat You Up" DJ Escape & Johnny Vicious Radio Edit - 3:38
2. "Eat You Up" DJ Escape & Johnny Vicious Club Mix - 7:29
3. "Eat You Up" DJ Escape & Johnny Vicious Dub - 6:39
4. "Eat You Up" DJ Escape & Johnny Vicious Instrumental - 7:27
5. "Eat You Up" King Britt Main Remix - 6:22
6. "Eat You Up" King Britt Main Radio Mix - 3.04
7. "Eat You Up" King Britt Remix Instrumental - 6:22
8. "Eat You Up" King Britt BG Vocal Mix - 6:19

## 뮤직 비디오
"Eat You Up"의 뮤직 비디오는 두 가지 버전으로 만들어졌다. 이 두 가지 버전은 각 각 미국과 아시아 공개를 위해 제작 되었는데 이와 관련해 뮤직 비디오에 대해서는 많은 의견이 있었다. 뮤직 비디오 A, B가 모두 공개되고 난 뒤 미국에서 쓰일 것이라고 알려져 있는 A 버전의 아시아 공개를 위해 만들어진 B 버전보다 못하고 잘 만들어지지 않았다는 등의 의견으로 팬들의 비판이 끊이질 않았다. 2008년 10월 27일, SM USA측은 두 가지 버전 모두 미국에서 쓰일 뮤직 비디오라고 공식 입장을 밝혔다. SM USA는 또한 B 버전이 아시아용, A 버전이 미국용이라고 분류하고 의도한 적이 없다고 해명하였다. B버전은 2008년 10월 17일, 일본에서 SSTV를 통해 선공개되기도 했다. B 버전은 대한민국 뮤직 비디오 감독이 차은택 감독이 한국, 일본, 미국에서 촬영하였고, A 버전은 다니엘 말틴이 감독을 맡아 캘리포니아, 로스 엔젤레스에서 촬영 하였다. 안무는 미샤 가브리엘과 필리 스틸즈가 각각 맡았다.

### A 버전
빌딩으로 카메라가 향하면서 흑인 댄서 두 명과 함께 시작된다. 어두운 조명에 시작되는데, CG 촬영이 되었다. B 버전에서는 보아가 금발을 한 모습을 볼 수 있는데 평판은 좋지 않았다. 2절 후렴구에서는 보아가 남자를 리드하면서 노래 부르는 신도 수록되어 있다. I want your touch so much I think i'm in love부분에서는 보아가 그라피티를 배경으로 솔로 독무한 무대가 있는데 한국어, 일본어, 중국어로 보아 쓰여져 있고, 호랑이 그림도 있다. 하지만 이 부분이 가장 혹평을 받았던 부분이기도 하다.

### B 버전
보아가 라디오를 켜면 노래가 나오고 뮤직 비디오는 시작한다. 보아가 거울을 보면서 머리를 정리하고, 후드 티셔츠를 입고 문 앞과 계단을 걸어나오면서 두 명의 남자 댄서와 함께 춤을 춘다. 여기까지의 장면은 한국에서 촬영되었다. 발레를 하는 사람들이 있는 춤 경연장에서 보아와 일행들이 심사위원들 앞에 문을 부수면서 나타난다. "Eat You Up"에 맞춰 춤을 추고 심사위원들은 보아를 넋놓듯이 바라본다. 후렴구에는 보아의 솔로 독무 안무가 촬영되어 있기도 하다. 보아가 I wanna take you to my room을 부르는 부분에서 컵이 깨지고, 창문이 박살난다. 음악의 끝 부분에서는 샹들리에가 떨어지고 불이 나기 시작한다. 뮤직 비디오의 엔딩은 보아와 댄서들이 경연장을 나가면서 끝이 난다.
Alternate Version도 온라인에서 공개된 적이 있는데 앵글이 약간 다르고, 보아의 솔로 독무가 좀 더 많이 공개되었다. 또, 보아가 의자에 앉아서 노래를 부르는 부분도 삽입되었다.

## 공식 리믹스
1. DJ Escape & Johnny Vicious Radio Edit - 3:38
2. DJ Escape & Johnny Vicious Club Mix - 7:29
3. DJ Escape & Johnny Vicious Instrumental - 7:27
4. DJ Escape & Johnny Vicious Dub - 6:39
5. King Britt Main Remix - 6:22
6. King Britt Main Radio Mix - 3.04
7. King Britt Remix Instrumental - 6:22
8. King Britt BG Vocal Mix - 6:19
9. DJ Montay Remix featuring Flo Rida - 3:39

## 발매 내역
| 지역       | 날짜      | 레이블               | 형식        |
| ---------- | --------- | -------------------- | ----------- |
| 유럽       | 10월 22일 | SM Entertainment USA | 디지털 음원 |
| 일본       | 10월 16일 | 에이벡스 트랙스      | Radio       |
| 일본       | 10월 22일 | 에이벡스 트랙스      | 디지털 음원 |
| 대한민국   | 10월 22일 | SM 엔터테인먼트      | 디지털 음원 |
| 오세아니아 | 10월 22일 | SM Entertainment USA | 디지털 음원 |
| U.K.       | 10월 22일 | SM Entertainment USA | 디지털 음원 |
| U.S.       | 10월 22일 | SM Entertainment USA | 디지털 음원 |

## 차트
〈Eat You Up〉은 프로모션이 적었던 것에 비해 매우 훌륭한 성과를 기록하였다. 미국 빌보드 차트의 Hot Dance Club Play의 Breakout Club Play 분야에서는 1위에 오른 적이 있다.
| 차트                                | 순위 |
| ----------------------------------- | ---- |
| 미국 빌보드차트 Hot Dance Club Play | 8    |